# Moncofa
Moncofa (em valenciano e oficialmente) ou Moncófar (em castelhano) é um município da Espanha na província de Castelló, Comunidade Valenciana. Tem 14,5 km² de área e em 2021 tinha 6 958 habitantes (densidade: 479,9 hab./km²).

## Demografia
| Variação demográfica do município entre 1991 e 2004 | Variação demográfica do município entre 1991 e 2004 | Variação demográfica do município entre 1991 e 2004 | Variação demográfica do município entre 1991 e 2004 |
| --------------------------------------------------- | --------------------------------------------------- | --------------------------------------------------- | --------------------------------------------------- |
| 1991                                                | 1996                                                | 2001                                                | 2004                                                |
| 3566                                                | 3610                                                | 4024                                                | 4705                                                |